# SDガンダム外伝 ナイトガンダム物語3 伝説の騎士団
『SDガンダム外伝 ナイトガンダム物語3 伝説の騎士団』（エスディーガンダムがいでん ナイトガンダムものがたりスリー でんせつのきしだん）は、1992年10月23日に日本のバンダイから発売されたファミリーコンピュータ用ロールプレイングゲーム。
カードダス『SDガンダム外伝 円卓の騎士編』（1991年）が題材となっている。シリーズを通しての高いエンカウント率と難易度を受け継いでいる。
2009年9月14日にはバンダイナムコゲームスから携帯電話ゲーム『ナイトガンダム物語 円卓の騎士団』としてリメイク版が配信された。当初はNTTドコモ専用で、章ごとに購入する課金制であったが、後に全シナリオが月額制となった。2014年に配信を終了した。

## ゲーム内容

### システム
総勢12人の円卓の騎士達を、2パーティーに分割して冒険を進める。『騎士団』という考えを生かした、独特の戦闘システムが特徴。前作同様、マップ上でのキャラクターが大きく、移動が快適である。その反面、フィールドやダンジョン内でのエンカウント率が異常に高い。移動画面中セレクトボタンを押すと操作キャラを変えられる。
戦闘
マップ移動中敵モンスターに出会うと、画面は自動的にバトルモードに切りかわる。敵の先制によって仲間が混乱することがあり、混乱した仲間からダメージを受けることもある。敵モンスターを倒すと経験値、G（ゴールド）、名声値がもらえる。また、宝箱がもらえることもある。経験値が一定の値になるとレベルアップ。パーティーリーダーが戦闘不能や「きぜつ」状態などでなければ「たいれつ」コマンドで元に戻せる。時折、フィールド上で旅人一家が襲われている場合があり戦闘に勝てば後述の名声が大幅にUPするが、逃げたり全滅すると逆に大幅に下がってしまう。ステータスの「すばやさ」により、数値が高く相手が低い場合、最大で3回（レッドウォーリアは4回）攻撃ができ、複数攻撃中にもクリティカル攻撃が出るが敵も同様であり、特に通常は防御力やHPに優れているヘヴィガンダムやとうしF90jr.でも注意する必要がある。
技
MP（メンタルポイント）を消費して必中のクリティカル攻撃を任意に繰り出す。MPが尽きると「きぜつ」状態になってしまう上「きぜつ」する（MPが0になる）状態でも繰り出せるが当然に使用後は気絶してしまう。モンスターも同様にMPがあり、ボスでさえMPが0になると行動不能となる。通常攻撃から及びその戦闘のトドメの時に出された技はMPを消費しない。魔法使いは、最初から覚えているものか、購入した魔法を使用する。魔法は「魔法屋」で売買できる。
命令
パーティーリーダー（クラウンナイト、フォーミュラ）が使用可能。仲間達の操作をオートかマニュアルに切り替える。
「ごめいれいを」
操作をプレイヤーがコマンドで決定する。
「おまかせを」
操作をキャラクター任せにする。キャラクターには行動パターンが設定されており、それに従った行動をとる。パーティーリーダーが戦闘不能状態等だと各自は自動的に行動をとるようになり結果、オート戦闘となる。
キャンプ
移動中に使用可能。ダンジョン内でも使える。一晩過ごすとHP,MPが全回復。使用にはアイテム「キャンプようぐ」が必要。
名声
騎士達の名の知れ具合。イベントの発生、エンディング後の評価にも影響する。戦闘に勝つ、イベントをクリア、アイテム「紋章」を使用することでアップ。逃走したり全滅したりすると下がっていく。全滅した時の名声が下がらないようにする「保険屋」というのもある。
装備
一部を除いて、装備品は変わらない。町の施設「鍛冶屋」で、アイテム「ガンダリウム」と金貨を払うことでパワーアップ。鍛冶屋にはレベル制限があり、更にクラウンナイトの防具によっても制限がある。
日数、年表
ゲーム再開時に、攻略の進度を年表で表示。日数は朝から夜までの行動か、宿屋で一泊すると1日プラスされる上エンディング後の評価にも影響する。
カードダスバトル
サブゲーム。ストーリー進行には影響しない。2人対戦も可能。

### アイテム
アイテムは同一の物なら3つで一つの枠となり、1キャラで6枠、最大18個持てる。

#### 薬
薬草
HPを30回復。
傷薬
HPを80回復。
特効薬
HPを全回復。
気つけ薬
MPを10回復。混乱状態も治す。
ぶどう酒
MPを30回復。混乱状態も治す。
メガウォーター
MPを完全回復。混乱状態も治す。
毒消し
毒状態を治す。
奇跡の薬
戦闘不能状態を治す。1つ3,000Gと異常に高額な上に限られた場所でしか販売していない。

#### 移動系
キャンプ用具
HPとMPを全回復し、状態異常も治す。
魔法のハシゴ
ダンジョンから脱出できる。
兵法の書
前作までと違いレベルが1上がる効果となっている。
名馬のたてがみ
馬を呼び出し乗って移動できる。移動スピードは通常時と変わらず森などの通過も出来ないが、奇襲を受けない特徴がある。
チキンホイッスル
チャッピーを呼び出し乗って移動できる。上記の名馬のたてがみと同様の効果があり、両方とも使用中はBGMが変わる。

#### 戦闘補助系
天の裁き
使用することでザコ敵を一掃する事ができる。
悪魔のつぶやき
味方全体のMPが減少する、マイナスアイテム。

#### 特殊系
銀の紋章
使用すると名声が20ポイントアップする。
金の紋章
使用すると名声が100ポイントアップする。
闇の紋章
使用すると名声が100ポイントダウンする、マイナスアイテム。

#### その他
ひすいの指輪
魔法の消費MPが1減る。ゲーム全体を通して2個手に入るが効果は重複しない。
ガンダリウム
武器・鎧のレベルを鍛冶屋で鍛えることで1段階上げる。終盤鉱山から無限に取る事が出来る。

## 登場キャラクター
ゲームソフトの都合上、オリジナル設定が多数追加されている。詳しい対比についてはこちらを参照。

### ブリティス王国
皇騎士ガンダム（ゲーム内ではクラウンナイト、以下同じ）→キングガンダムII世（キングガンダムII）
ブリティス王国再興を目指す皇子。終始リーダーであるため、マニュアルで操作する。物語終盤で王位を譲り受け、キングガンダムII世を名乗る。
必殺技：ヴァトラス・アタック→キング・フィニッシュ
装備：ヴァトラスソード→キングキャリバー、ノーマルスーツ→ジーアーマー→フルアーマー、キングシールド
勇剣士プラス（プラス）
血気盛んな若者。素早さが高く、攻撃重視で殆ど回復をしない。
必殺技：スパット斬り
装備：サイドワインダー、ハイブリッドメイル
鎧騎士ガンダムF90（フォーミュラ）
旧円卓の騎士の一人。クラウンナイトを優先して守る。後に第二パーティーのリーダーを務める。歴戦の戦士だが年齢を考慮してかステータスが低めに設定されている。F90jr.3兄弟の父親。
必殺技：烈火流星斬
装備：ブリティスソード、ブリティスメイル
白金卿（プラチナロード）
旧円卓の騎士の一人。記憶喪失になっていたが、愛剣を取り戻し参戦。慎重派で、仲間の回復を怠らない。フォーミュラ同様、ステータスが低めに設定されている。
必殺技：スプラッシュ・ゴールド
装備：プラチナソード、プラチナクロス
重戦士ヘビィガンダム（ヘビィガンダム）
アイリッシュ村を守っている戦士。攻撃力・守備力に優れ、暴れまわる。
必殺技：プレッシャー・バースト
装備：アックスブレード、ヘビィメイル
風騎士ガンダムマークII（ガンダムマークII）
旧円卓の騎士団、嵐騎士ガンマガンダムの息子。風のアジトを拠点にレジスタンス活動を行っている。クラウンナイト達の活躍如何で協力してくれる。回復優先タイプで、冷気攻撃に耐性がある。
必殺技：トルネード・ストリーム
装備：ウインドスラッシャー、ハリケーンメイル、ディフェンサー
麗騎士レッドウォーリア（レッドウォーリア）
旧円卓の騎士団、薔薇騎士ロゼッタガンダムと同じ出身地であるとされる。キザでナルシスト。自身のファンクラブもある。二刀流で攻撃回数が多いが、一発の攻撃力が低く設定されている。
必殺技：ダンシング・ローズ
装備：スカーレットスワロー、ローズソーン、スカーレットメイル
僧正ガンダンクR（ガンタンクR）
旧円卓の騎士の一人でソドンの町で隠居している。ゼダンの要塞攻略時に参戦。
必殺技：購入した魔法を使用（メガショックを使用するとアニメーションが出る）
装備：プラスロッド、マイナスロッド、スピリットガード
剣士F90ジュニア（けんしF90jr.）
鎧騎士ガンダムF90の息子。梟の館に捕まっている。プラス同様スピードに優れる切込隊長。
必殺技：真・烈火流星斬
装備：サポートソード、フォーミュラアーマー
闘士F90ジュニア（とうしF90jr.）
鎧騎士ガンダムF90の息子。ヘビィガンダムに次ぐ力の持ち主。やはり攻撃重視。
スコットの村で仲間に加わる。アプリ版ではザビロニアに臆病風を吹かした彼の目を覚ますため、ヘビィガンダムと同様に戦闘を行って加入する形となる。
必殺技：爆走猛牛殺
装備：デストロイドアックス、フォーミュラアーマー
僧侶F90ジュニア（そうりょF90jr.）
鎧騎士ガンダムF90の息子。先走って行動した二人の兄弟を心配している。
必殺技：購入した魔法を使用（メガショックを使用するとアニメーションが出る）
装備：アサルトロッド、フォーミュラアーマー
灼騎士ガンダムF91（ガンダムF91）
不死鳥の館を構えるレジスタンス。メンバー随一の守備力を誇り、炎攻撃に強いが氷攻撃に弱い。回復優先タイプ。
必殺技：バーニング・ノヴァ
装備：クロスファイアー、バーニングメイル、ブリンクシールド
闇騎士ガンダムマークII（ダークナイト）
旧円卓の騎士団、嵐騎士ガンマガンダムの息子。風騎士ガンダムマークIIの兄にあたる。幼少期の記憶を無くしており、グレートデギンの側近となっていたが、風騎士ガンダムマークIIの説得によって記憶を戻した（アプリ版ではガンマガンダムの武器「闘士ダブルゼータのダブルハンマー」に振れたことで記憶を取り戻した）。最終決戦時、グレートデギンから聖杯を奪い、命を落としたかに見えたが、聖杯によって救われ以後13番目の円卓の騎士団となる。アプリ版では援軍として仲間に加わる。ちなみに愛馬の名前はタイタン。
必殺技：ダークネスストリーム

### ザビロニア帝国
戦士ハイザック
各地でいろいろと悪さをしている。主に雑魚としてランダムエンカウントするが固定敵としても出現する。しかし能力は変わらない。
邪騎士ザクエス
オープニングで突然の皇騎士の登場に、錯乱して敗走したが、ガルマの館の地下道内で再戦する。
魔剣士ザクロード
ガルマの館の中で待ち受けるボス。ガルマを陰で操っていた。一度倒すと、館から出る時に追いついてきてザクトパスへと変化する。
モンスターザクトパス
魔剣士ザクロードの正体。倒しても不死身なので生きているが、龍の首飾りの力により消滅した。ザクトパスに引き続き出口直前で襲い掛かる為得意の水中戦には持ち込めなかった。
呪術士ダーティギャン
ノース砦を預かるザビロニア帝国の呪術士。オリジナルとは異なり、ガルマの館陥落後に戦うことになる。メガマインドが脅威となる。アプリ版では援軍として仲間に加わる。ジーアーマーを隠し持つ。

### その他
チャッピー
アイリッシュ村の少年が拾った卵から孵ったチキンゾックで同様のポジションである名馬と違い名前が与えられた。アイテムを使って呼び出し乗り物として利用できる。

## 他機種版
| No. | タイトル                                       | 発売日        | 対応機種 | 開発元                 | 発売元                 | メディア                              | 型式 | 備考 | 出典  |
| --- | ---------------------------------------------- | ------------- | -------- | ---------------------- | ---------------------- | ------------------------------------- | ---- | ---- | ----- |
| 1   | SDガンダム外伝 ナイトガンダム物語 円卓の騎士団 | 2009年9月14日 | iアプリ  | バンダイナムコゲームス | バンダイナムコゲームス | ダウンロード （バンダイコレクション） | -    |      | [ 1 ] |

携帯アプリ版の変更点
- 全10章構成となった（7章以降はアプリオリジナル、聖騎兵物語までの繋ぎとされる）。
- 最大レベルが50から99に変更。それに伴い、武器防具のレベルも9から99に変更となった。名声、所持金も最大値が変更されている（公式では9999万9999が最大値）。
- ガンダリウム、魔法の種類が増えた。ガンダリウムには赤、青、黄、黒と色があり、I、II、III（バージョンアップ以前はα、β、γ）のランクがある。それぞれ、青は素早さが、黄色は気合の一撃の出やすさが、黒にはその両方の特性があり、レベルによって上昇しなかった素早さと気合の一撃の出やすさを上昇できるようになった。また、魔法にはギガ、テラフレアなど、メガの上位魔法がある。
- ゲーム中に条件を満たすことで、トロフィーがもらえるようになった。キャラクターのステータスアップや、エンカウント半減などの効果がある。
- シナリオに関係の無いクエストがプレイできるようになった。
- ダンジョン構成、一部の配置アイテムが変更された。
- 一部アイテムの仕様が変更された（魔法のハシゴにテレポートの効果が無くなった等）。
- シナリオも繰り返し遊ぶことが可能となっている。そのため、各章にはレベルキャップがあり、一定のレベルまで上がると経験値がもらえなくなる。
- カードダスバトルは廃止。その代わり、別アプリとしてナイトガンダムカードダスバトルが配信されている。カードダスは一日に一回無料で引くことができるが、キラカードは出ない（現在は第9弾配信に伴ってキラカードがでるようになった）。
- アプリとなったことで、ゲーム上のバグや調整が行われるようになった（しかし、混乱の理不尽さやエンカウント率の高さはファミコン版と同様である）。
- 保険屋は廃止され、その代わりウェブ上でのセーブが可能となった。そのため、機種を変更してもアプリの続きから遊ぶことができる。
- 町や城以外に拠点があり、宿屋、本屋、カードダス、クエスト受注、兵士育成などが行えるようになった。
- どこでもセーブできるようになった。
- 12人の仲間以外に、援軍としてキャラクターを仲間にできるようになった。ファミコン版では操作できなかった闇騎士ガンダムマークIIが援軍として操作可能。
- シナリオ上のパーティ分割が固定パーティとなった。10章のみ好きなようにパーティを組むことが出来る。

## スタッフ
- 企画：伴内弁太
- プロデューサー：高橋則夫、鈴木敏弘
- ディレクター：島田晋作
- コーディネーター：OHMI YARI YARI、NAKAPEE
- デザイナー：TAZZY、TAKEKIN CHANG、MASA TAKAHASHI、島田晋作
- プログラマー：HIBIKI 1GO
- サウンド：KIDOHIN、TAKANO、WAKKA DAKE
- アシスタント・デザイナー：荒井翔子、PINBACK、KIN CHANG、JYUNANASAI
- スペシャル・サンクス：東海林隆、おおくぼとしのぶ、うちだなるお、磯貝健夫、古田真美、渡辺浩孝、あおやまたかし、ナイトすずき

## 評価
ゲーム誌『ファミコン通信』の「クロスレビュー」では、7・6・6・4の合計23点（満40点）、『ファミリーコンピュータMagazine』の読者投票による「ゲーム通信簿」での評価は以下の通りとなっており、21.2点（満30点）となっている。
| 項目 | キャラクタ | 音楽 | お買得度 | 操作性 | 熱中度 | オリジナリティ | 総合 |
| 得点 | 3.9        | 3.5  | 3.4      | 3.7    | 3.6    | 3.2            | 21.2 |

## 関連作品
攻略本
- バンダイ完全必勝ブック SDガンダム外伝 ナイトガンダム物語3 伝説の騎士団 - バンダイ、1992年11月10日、ISBN 4-89189-282-X
- ボンボンファミコン必勝攻略本1 SDガンダム外伝 ナイトガンダム物語3 伝説の騎士団 - 講談社、1992年12月6日、ISBN 4-06-323101-1